# Claude Jacquemard
Claude Jacquemard, né le 1er avril 1739 à Vaucouleurs et mort au château de Schwannau (Bavière) le 5 janvier 1796, est un clerc, député du clergé aux États généraux de 1789

## Biographie
Après ses études à Paris, il devient professeur de philosophie à Paris, puis de mathématiques au collège de la Flèche. En 1753, il est nommé au riche prieuré de Brissarthe. 
Élu député suppléant du clergé aux États généraux par la sénéchaussées de l'Anjou, le 27 mars 1789, il est admis à siéger en remplacement de Chatizel démissionnaire, le 19 avril 1790, au moment où il venait de publier Adresse sans fadeur à l'Assemblée nationale ; il combat à la chambre la réunion du comtat Venaissin à la France et la constitution civile du clergé.
Ayant refusé de prêter le serment civique, il passe en Allemagne où il meurt, directeur d'un journal littéraire assez estimé.